# Championnat européen des nations de rugby à XV 2002-2004
Navigation
Championnat 2000-2002 Championnat 2004-2006
Le Championnat européen des nations de rugby à XV 2002-2004, 38e édition de la compétition, est remporté par le Portugal.

## Faits saillants
L'équipe du Portugal remporte l'édition 2002/2004 (3e édition).
L'Espagne est rétrogradée.
L'Ukraine est promue.

## Équipes participantes
Division 1
- Espagne
- Géorgie
- Portugal
- Roumanie
- Russie
- République tchèque

| Division 2A - Ukraine - Allemagne - Pologne - Pays-Bas - Suède | Division 2B - Suisse - Croatie - Slovénie - Danemark - Belgique |

| Division 3A - Lettonie - Moldavie - Hongrie - Serbie et Monténégro - Andorre | Division 3B - Malte - Lituanie - Luxembourg - Autriche - Bosnie-Herzégovine | Division 3C - Bulgarie - Israël - Norvège - Finlande - Monaco |

## Division 1

### Classement
| Rang | Pays               | J  | V | N | D | Pm  | Pe  | Diff | Pts |
| ---- | ------------------ | -- | - | - | - | --- | --- | ---- | --- |
| 1    | Portugal           | 10 | 9 | 0 | 1 | 245 | 180 | +65  | 28  |
| 2    | Roumanie           | 10 | 8 | 0 | 2 | 320 | 123 | +197 | 26  |
| 3    | Géorgie            | 10 | 5 | 1 | 4 | 193 | 148 | +45  | 21  |
| 4    | Russie             | 10 | 4 | 0 | 6 | 198 | 175 | +23  | 18  |
| 5    | République tchèque | 10 | 3 | 0 | 7 | 139 | 263 | -124 | 16  |
| 6    | Espagne            | 10 | 0 | 1 | 9 | 129 | 335 | -206 | 11  |

### Matchs joués
La rencontre Russie - République tchèque n'est pas disputée.
Matchs aller
| 22 juin 2003 | République tchèque | 5 – 42 (5 - 18) | Roumanie | Prague 1,000 spectateurs Arbitre : D. Pearson |
| 22 juin 2003 |                    |                 |          | Prague 1,000 spectateurs Arbitre : D. Pearson |
| 22 juin 2003 |                    |                 |          | Prague 1,000 spectateurs Arbitre : D. Pearson |

| 16 février 2003 | Portugal | 34 - 30 | Géorgie | Lisbonne Arbitre : N. Owens |
| 16 février 2003 |          |         |         | Lisbonne Arbitre : N. Owens |
| 16 février 2003 |          |         |         | Lisbonne Arbitre : N. Owens |

| 16 février 2003 | Espagne | 19 - 52 | Russie | Majorque Arbitre : Pruvost |
| 16 février 2003 |         |         |        | Majorque Arbitre : Pruvost |
| 16 février 2003 |         |         |        | Majorque Arbitre : Pruvost |

| 22 février 2003 | République tchèque | 27 – 13 | Russie | Prague Arbitre : M. Dordolo |
| 22 février 2003 |                    |         |        | Prague Arbitre : M. Dordolo |
| 22 février 2003 |                    |         |        | Prague Arbitre : M. Dordolo |

| 22 février 2003 | Portugal | 16 - 15 (3 - 5) | Roumanie | Lisbonne Arbitre : O. Doyle |
| 22 février 2003 |          |                 |          | Lisbonne Arbitre : O. Doyle |
| 22 février 2003 |          |                 |          | Lisbonne Arbitre : O. Doyle |

| 22 février 2003 | Géorgie | 34 - 3 | Espagne | Tbilissi |
| 22 février 2003 |         |        |         | Tbilissi |
| 22 février 2003 |         |        |         | Tbilissi |

| 9 mars 2003 | Espagne | 6 - 31 (3 - 9) | Roumanie | Madrid 5,000 spectateurs Arbitre : A. Lombardi |
| 9 mars 2003 |         |                |          | Madrid 5,000 spectateurs Arbitre : A. Lombardi |
| 9 mars 2003 |         |                |          | Madrid 5,000 spectateurs Arbitre : A. Lombardi |

| 8 mars 2003 | Russie | 17 – 23 | Géorgie | Krasnodar Arbitre : Morandin |
| 8 mars 2003 |        |         |         | Krasnodar Arbitre : Morandin |
| 8 mars 2003 |        |         |         | Krasnodar Arbitre : Morandin |

| 9 mars 2003 | Portugal | 43 – 10 | République tchèque | Lisbonne Arbitre : Mallon |
| 9 mars 2003 |          |         |                    | Lisbonne Arbitre : Mallon |
| 9 mars 2003 |          |         |                    | Lisbonne Arbitre : Mallon |

| 22 mars 2003 | République tchèque | 15 - 30 | Géorgie | Prague Arbitre : Damasco |
| 22 mars 2003 |                    |         |         | Prague Arbitre : Damasco |
| 22 mars 2003 |                    |         |         | Prague Arbitre : Damasco |

| 22 mars 2003 | Roumanie | 23 - 12 (3 - 6) | Russie | Bucarest 5,000 spectateurs Arbitre : D. Dartigeas |
| 22 mars 2003 |          |                 |        | Bucarest 5,000 spectateurs Arbitre : D. Dartigeas |
| 22 mars 2003 |          |                 |        | Bucarest 5,000 spectateurs Arbitre : D. Dartigeas |

| 23 mars 2003 | Portugal | 35 - 16 | Espagne | Coimbra Arbitre : Rebollal |
| 23 mars 2003 |          |         |         | Coimbra Arbitre : Rebollal |
| 23 mars 2003 |          |         |         | Coimbra Arbitre : Rebollal |

| 30 mars 2003 | Géorgie | 6 - 19 (3 - 5) | Roumanie | Tbilissi 40,000 spectateurs Arbitre : D. Gillet |
| 30 mars 2003 |         |                |          | Tbilissi 40,000 spectateurs Arbitre : D. Gillet |
| 30 mars 2003 |         |                |          | Tbilissi 40,000 spectateurs Arbitre : D. Gillet |

| 29 mars 2003 | Russie | 14 - 25 | Portugal | Krasnodar Arbitre : Parachivescu |
| 29 mars 2003 |        |         |          | Krasnodar Arbitre : Parachivescu |
| 29 mars 2003 |        |         |          | Krasnodar Arbitre : Parachivescu |

| 30 mars 2003 | Espagne | 38 - 40 | République tchèque | Madrid Arbitre : Schauder |
| 30 mars 2003 |         |         |                    | Madrid Arbitre : Schauder |
| 30 mars 2003 |         |         |                    | Madrid Arbitre : Schauder |

Matchs retour
| 14 février 2004 | Roumanie | 55 – 11 (27 - 6) | République tchèque | Bucarest 1,000 spectateurs Arbitre : J-L. Rebollal |
| 14 février 2004 |          |                  |                    | Bucarest 1,000 spectateurs Arbitre : J-L. Rebollal |
| 14 février 2004 |          |                  |                    | Bucarest 1,000 spectateurs Arbitre : J-L. Rebollal |

| 14 février 2004 | Géorgie | 14 - 19 | Portugal | Tbilissi |
| 14 février 2004 |         |         |          | Tbilissi |
| 14 février 2004 |         |         |          | Tbilissi |

| 14 février 2004 | Russie | 36 - 6 | Espagne | Krasnodar |
| 14 février 2004 |        |        |         | Krasnodar |
| 14 février 2004 |        |        |         | Krasnodar |

| 21 février 2004 | Roumanie | 36 – 6 (10 - 0) | Portugal | Bucarest 1,500 spectateurs Arbitre : Y. Meersman |
| 21 février 2004 |          |                 |          | Bucarest 1,500 spectateurs Arbitre : Y. Meersman |
| 21 février 2004 |          |                 |          | Bucarest 1,500 spectateurs Arbitre : Y. Meersman |

| 21 février 2004 | Espagne | 6 - 6 | Géorgie | Tarragone |
| 21 février 2004 |         |       |         | Tarragone |
| 21 février 2004 |         |       |         | Tarragone |

| 6 mars 2004 | Roumanie | 50 - 10 (10 - 10) | Espagne | Bucarest 1,000 spectateurs Arbitre : J-C. Gastou |
| 6 mars 2004 |          |                   |         | Bucarest 1,000 spectateurs Arbitre : J-C. Gastou |
| 6 mars 2004 |          |                   |         | Bucarest 1,000 spectateurs Arbitre : J-C. Gastou |

| 6 mars 2004 | Géorgie | 9 - 3 | Russie | Tbilissi |
| 6 mars 2004 |         |       |        | Tbilissi |
| 6 mars 2004 |         |       |        | Tbilissi |

| 6 mars 2004 | République tchèque | 8 – 13 | Portugal | Prague |
| 6 mars 2004 |                    |        |          | Prague |
| 6 mars 2004 |                    |        |          | Prague |

| 20 mars 2004 | Géorgie | 23 – 7 | République tchèque | Tbilissi |
| 20 mars 2004 |         |        |                    | Tbilissi |
| 20 mars 2004 |         |        |                    | Tbilissi |

| 20 mars 2004 | Russie | 33 - 24 (21 - 3) | Roumanie | Krasnodar 1,000 spectateurs Arbitre : G. Borreanni |
| 20 mars 2004 |        |                  |          | Krasnodar 1,000 spectateurs Arbitre : G. Borreanni |
| 20 mars 2004 |        |                  |          | Krasnodar 1,000 spectateurs Arbitre : G. Borreanni |

| 20 mars 2004 | Espagne | 19 - 35 | Portugal | Madrid |
| 20 mars 2004 |         |         |          | Madrid |
| 20 mars 2004 |         |         |          | Madrid |

| 27 mars 2004 | Roumanie | 25 - 18 (11 - 13) | Géorgie | Bucarest 10,000 spectateurs Arbitre : S. Mancini |
| 27 mars 2004 |          |                   |         | Bucarest 10,000 spectateurs Arbitre : S. Mancini |
| 27 mars 2004 |          |                   |         | Bucarest 10,000 spectateurs Arbitre : S. Mancini |

| 27 mars 2004 | Portugal | 19 - 18 | Russie | Coimbra |
| 27 mars 2004 |          |         |        | Coimbra |
| 27 mars 2004 |          |         |        | Coimbra |

| 27 mars 2004 | République tchèque | 16 - 6 | Espagne | Prague |
| 27 mars 2004 |                    |        |         | Prague |
| 27 mars 2004 |                    |        |         | Prague |

## Division 2A

### Classement
| Rang | Pays      | J | V | N | D | Pm | Pe | Diff | Pts |
| ---- | --------- | - | - | - | - | -- | -- | ---- | --- |
| 1    | Ukraine   | 5 | 3 | 1 | 1 | 0  | 0  | 0    | 23  |
| 2    | Allemagne | 4 | 3 | 0 | 1 | 0  | 0  | 0    | 19  |
| 4    | Pologne   | 4 | 1 | 1 | 2 | 0  | 0  | 0    | 13  |
| 3    | Pays-Bas  | 4 | 1 | 1 | 2 | 0  | 0  | 0    | 17  |
| 5    | Suède     | 4 | 0 | 0 | 4 | 0  | 0  | 0    | 8   |

### Matchs joués
| 5 octobre 2002 | Suède | 7 – 14 | Pologne | Lund Arbitre : Juega |
| 5 octobre 2002 |       |        |         | Lund Arbitre : Juega |
| 5 octobre 2002 |       |        |         | Lund Arbitre : Juega |

| 19 octobre 2002 | Ukraine | 20 - 11 | Pologne | Kiev Arbitre : Schutz |
| 19 octobre 2002 |         |         |         | Kiev Arbitre : Schutz |
| 19 octobre 2002 |         |         |         | Kiev Arbitre : Schutz |

| 24 novembre 2002 | Allemagne | 26 - 26 | Ukraine | Heidelberg Arbitre : Barros |
| 24 novembre 2002 |           |         |         | Heidelberg Arbitre : Barros |
| 24 novembre 2002 |           |         |         | Heidelberg Arbitre : Barros |

| 9 mars 2003 | Allemagne | 15 – 3 | Pays-Bas | Hanovre Arbitre : Goffinet |
| 9 mars 2003 |           |        |          | Hanovre Arbitre : Goffinet |
| 9 mars 2003 |           |        |          | Hanovre Arbitre : Goffinet |

| 27 avril 2003 | Pays-Bas | 18 - 24 | Ukraine | Amsterdam Arbitre : Cortabarria |
| 27 avril 2003 |          |         |         | Amsterdam Arbitre : Cortabarria |
| 27 avril 2003 |          |         |         | Amsterdam Arbitre : Cortabarria |

| 29 mars 2003 | Pologne | 15 - 37 | Allemagne | Gdynia Arbitre : Tuma |
| 29 mars 2003 |         |         |           | Gdynia Arbitre : Tuma |
| 29 mars 2003 |         |         |           | Gdynia Arbitre : Tuma |

| 27 avril 2003 | Suède | 16 - 24 | Allemagne | Trelleborg Arbitre : Parachivescu |
| 27 avril 2003 |       |         |           | Trelleborg Arbitre : Parachivescu |
| 27 avril 2003 |       |         |           | Trelleborg Arbitre : Parachivescu |

| 3 mai 2003 | Pays-Bas | 39 – 26 | Suède | Amsterdam Arbitre : Meersman |
| 3 mai 2003 |          |         |       | Amsterdam Arbitre : Meersman |
| 3 mai 2003 |          |         |       | Amsterdam Arbitre : Meersman |

| 10 mai 2003 | Pologne | 13 – 13 | Pays-Bas | Gdynia Arbitre : Vancini |
| 10 mai 2003 |         |         |          | Gdynia Arbitre : Vancini |
| 10 mai 2003 |         |         |          | Gdynia Arbitre : Vancini |

| 24 mai 2003 | Ukraine | 37 - 0 | Suède | Kiev Arbitre : Bargaunas |
| 24 mai 2003 |         |        |       | Kiev Arbitre : Bargaunas |
| 24 mai 2003 |         |        |       | Kiev Arbitre : Bargaunas |

## Division 2B

### Classement
| Rang | Pays     | J | V | N | D | Pm | Pe | Diff | Pts |
| ---- | -------- | - | - | - | - | -- | -- | ---- | --- |
| 1    | Suisse   | 4 | 2 | 2 | 0 | 0  | 0  | 0    | 10  |
| 3    | Croatie  | 4 | 2 | 1 | 1 | 0  | 0  | 0    | 9   |
| 4    | Slovénie | 4 | 1 | 1 | 2 | 0  | 0  | 0    | 7   |
| 2    | Danemark | 4 | 1 | 3 | 0 | 0  | 0  | 0    | 6   |
| 5    | Belgique | 4 | 0 | 1 | 3 | 0  | 0  | 0    | 5   |

### Matchs joués
| 19 octobre 2002 | Croatie | 13 - 0 | Slovénie | Zagreb Arbitre : Dordolo |
| 19 octobre 2002 |         |        |          | Zagreb Arbitre : Dordolo |
| 19 octobre 2002 |         |        |          | Zagreb Arbitre : Dordolo |

| 26 octobre 2002 | Danemark | 13 - 13 | Suisse | Copenhague Arbitre : Piotrowicz |
| 26 octobre 2002 |          |         |        | Copenhague Arbitre : Piotrowicz |
| 26 octobre 2002 |          |         |        | Copenhague Arbitre : Piotrowicz |

| 2 novembre 2002 | Slovénie | 10 - 13 | Danemark | Ljubljana Arbitre : Wucherpfennig |
| 2 novembre 2002 |          |         |          | Ljubljana Arbitre : Wucherpfennig |
| 2 novembre 2002 |          |         |          | Ljubljana Arbitre : Wucherpfennig |

| 2 novembre 2002 | Croatie | 33 – 12 | Belgique | Sisak Arbitre : Morgan |
| 2 novembre 2002 |         |         |          | Sisak Arbitre : Morgan |
| 2 novembre 2002 |         |         |          | Sisak Arbitre : Morgan |

| 9 novembre 2002 | Suisse | 24 - 15 | Croatie | Avusy Arbitre : Villegas |
| 9 novembre 2002 |        |         |         | Avusy Arbitre : Villegas |
| 9 novembre 2002 |        |         |         | Avusy Arbitre : Villegas |

| 8 mars 2003 | Suisse | 9 - 6 | Belgique | Bâle Arbitre : De Ruiter |
| 8 mars 2003 |        |       |          | Bâle Arbitre : De Ruiter |
| 8 mars 2003 |        |       |          | Bâle Arbitre : De Ruiter |

| 5 avril 2003 | Belgique | 24 - 32 | Slovénie | Liège Arbitre : Erraji |
| 5 avril 2003 |          |         |          | Liège Arbitre : Erraji |
| 5 avril 2003 |          |         |          | Liège Arbitre : Erraji |

| 26 avril 2003 | Belgique | 6 – 6 | Danemark | Bruxelles Arbitre : Barros |
| 26 avril 2003 |          |       |          | Bruxelles Arbitre : Barros |
| 26 avril 2003 |          |       |          | Bruxelles Arbitre : Barros |

| 3 mai 2003 | Danemark | 8 – 8 | Croatie | Odense Arbitre : Gustafsson |
| 3 mai 2003 |          |       |         | Odense Arbitre : Gustafsson |
| 3 mai 2003 |          |       |         | Odense Arbitre : Gustafsson |

| 10 mai 2003 | Slovénie | 23 - 23 | Suisse | Ljubljana Arbitre : Murcuillat |
| 10 mai 2003 |          |         |        | Ljubljana Arbitre : Murcuillat |
| 10 mai 2003 |          |         |        | Ljubljana Arbitre : Murcuillat |

## Division 3A

### Classement
| Rang | Pays                 | J | V | N | D | Pm | Pe | Diff | Pts |
| ---- | -------------------- | - | - | - | - | -- | -- | ---- | --- |
| 1    | Lettonie             | 3 | 3 | 0 | 0 | 98 | 23 | +75  | 9   |
| 2    | Moldavie             | 3 | 1 | 1 | 1 | 64 | 71 | -7   | 6   |
| 3    | Hongrie              | 3 | 1 | 0 | 2 | 63 | 96 | -33  | 5   |
| 4    | Serbie et Monténégro | 3 | 0 | 1 | 2 | 58 | 93 | -35  | 4   |
| 5    | Andorre              | 0 | 0 | 0 | 0 | 0  | 0  | 0    | 0   |

### Matchs joués
L'Andorre est forfait pour l'ensemble de la compétition.
| 22 septembre 2002 | Moldavie | Forfait Andorre | Andorre |  |
| 22 septembre 2002 |          |                 |         |  |
| 22 septembre 2002 |          |                 |         |  |

| 5 octobre 2002 | Lettonie | 26 - 5 | Hongrie | Riga Arbitre : Slavec Franc |
| 5 octobre 2002 |          |        |         | Riga Arbitre : Slavec Franc |
| 5 octobre 2002 |          |        |         | Riga Arbitre : Slavec Franc |

| 26 octobre 2002 | Hongrie | Forfait Andorre | Andorre |  |
| 26 octobre 2002 |         |                 |         |  |
| 26 octobre 2002 |         |                 |         |  |

| 3 novembre 2002 | Serbie et Monténégro | Forfait Andorre | Andorre |  |
| 3 novembre 2002 |                      |                 |         |  |
| 3 novembre 2002 |                      |                 |         |  |

| 2 mars 2003 | Andorre | Forfait Andorre | Lettonie |  |
| 2 mars 2003 |         |                 |          |  |
| 2 mars 2003 |         |                 |          |  |

| 26 avril 2003 | Hongrie | 47 - 23 | Serbie et Monténégro | Esztergom Arbitre : Jaselskis |
| 26 avril 2003 |         |         |                      | Esztergom Arbitre : Jaselskis |
| 26 avril 2003 |         |         |                      | Esztergom Arbitre : Jaselskis |

| 26 avril 2003 | Lettonie | 43 - 0 | Moldavie | Riga Arbitre : Oberg |
| 26 avril 2003 |          |        |          | Riga Arbitre : Oberg |
| 26 avril 2003 |          |        |          | Riga Arbitre : Oberg |

| 3 mai 2003 | Serbie et Monténégro | 18 - 29 | Lettonie | Belgrade Arbitre : Joergensen |
| 3 mai 2003 |                      |         |          | Belgrade Arbitre : Joergensen |
| 3 mai 2003 |                      |         |          | Belgrade Arbitre : Joergensen |

| 10 mai 2003 | Moldavie | 47 - 11 | Hongrie | Chișinău Arbitre : Garrigues |
| 10 mai 2003 |          |         |         | Chișinău Arbitre : Garrigues |
| 10 mai 2003 |          |         |         | Chișinău Arbitre : Garrigues |

| 24 mai 2003 | Moldavie | 17 - 17 | Serbie et Monténégro | Chișinău Arbitre : Samoylenko |
| 24 mai 2003 |          |         |                      | Chișinău Arbitre : Samoylenko |
| 24 mai 2003 |          |         |                      | Chișinău Arbitre : Samoylenko |

## Division 3B

### Classement
| Rang | Pays               | J | V | N | D | Pm | Pe | Diff | Pts |
| ---- | ------------------ | - | - | - | - | -- | -- | ---- | --- |
| 1    | Malte              | 4 | 4 | 0 | 0 | 0  | 0  | 0    | 12  |
| 2    | Lituanie           | 4 | 3 | 0 | 1 | 0  | 0  | 0    | 10  |
| 3    | Luxembourg         | 4 | 2 | 0 | 2 | 0  | 0  | 0    | 8   |
| 4    | Autriche           | 4 | 1 | 0 | 3 | 0  | 0  | 0    | 6   |
| 5    | Bosnie-Herzégovine | 4 | 0 | 0 | 4 | 0  | 0  | 0    | 4   |

### Matchs joués
| 13 octobre 2002 | Bosnie-Herzégovine | 15 - 37 | Lituanie | Zenica Arbitre : Koscielniak |
| 13 octobre 2002 |                    |         |          | Zenica Arbitre : Koscielniak |
| 13 octobre 2002 |                    |         |          | Zenica Arbitre : Koscielniak |

| 26 octobre 2002 | Luxembourg | 21 - 5 | Bosnie-Herzégovine | Cessange Arbitre : Forsyth |
| 26 octobre 2002 |            |        |                    | Cessange Arbitre : Forsyth |
| 26 octobre 2002 |            |        |                    | Cessange Arbitre : Forsyth |

| 16 novembre 2002 | Lituanie | 60 - 6 | Luxembourg | Klaipėda Arbitre : Yanev |
| 16 novembre 2002 |          |        |            | Klaipėda Arbitre : Yanev |
| 16 novembre 2002 |          |        |            | Klaipėda Arbitre : Yanev |

| 26 octobre 2002 | Lituanie | 32 - 10 | Autriche | Šiauliai Arbitre : Tuma |
| 26 octobre 2002 |          |         |          | Šiauliai Arbitre : Tuma |
| 26 octobre 2002 |          |         |          | Šiauliai Arbitre : Tuma |

| 23 novembre 2002 | Malte | 28 - 18 | Lituanie | Marsa Arbitre : Pellaprat |
| 23 novembre 2002 |       |         |          | Marsa Arbitre : Pellaprat |
| 23 novembre 2002 |       |         |          | Marsa Arbitre : Pellaprat |

| 30 novembre 2002 | Autriche | 16 - 25 | Malte | Vienne Arbitre : Schauder |
| 30 novembre 2002 |          |         |       | Vienne Arbitre : Schauder |
| 30 novembre 2002 |          |         |       | Vienne Arbitre : Schauder |

| 29 mars 2003 | Malte | 34 - 6 | Luxembourg | Marsa Arbitre : Briquet Campin |
| 29 mars 2003 |       |        |            | Marsa Arbitre : Briquet Campin |
| 29 mars 2003 |       |        |            | Marsa Arbitre : Briquet Campin |

| 5 avril 2003 | Bosnie-Herzégovine | 14 - 20 | Malte | Zenica Arbitre : Dordolo |
| 5 avril 2003 |                    |         |       | Zenica Arbitre : Dordolo |
| 5 avril 2003 |                    |         |       | Zenica Arbitre : Dordolo |

| 10 mai 2003 | Luxembourg | 25 - 14 | Autriche | Cessange Arbitre : Barros |
| 10 mai 2003 |            |         |          | Cessange Arbitre : Barros |
| 10 mai 2003 |            |         |          | Cessange Arbitre : Barros |

| 14 juin 2003 | Autriche | 25 - 6 | Bosnie-Herzégovine | Vienne Arbitre : Stergerwald |
| 14 juin 2003 |          |        |                    | Vienne Arbitre : Stergerwald |
| 14 juin 2003 |          |        |                    | Vienne Arbitre : Stergerwald |

## Division 3C

### 2003
Les matchs se disputent sous forme de tournoi organisé en Espagne à Ibiza du 5 juin au 7 juin 2003.

### Phase finale
|  | Demi-finales      | Demi-finales      |                        |    | Finale            | Finale            |
|  | Demi-finales      | Demi-finales      |                        |    | Finale            | Finale            |
|  |                   |                   |                        |    |                   |                   |
|  | le 5 juin à Ibiza | le 5 juin à Ibiza |                        |    | le 7 juin à Ibiza | le 7 juin à Ibiza |
|  | le 5 juin à Ibiza | le 5 juin à Ibiza |                        |    | le 7 juin à Ibiza | le 7 juin à Ibiza |
|  | Israël            | 30                |                        |    | le 7 juin à Ibiza | le 7 juin à Ibiza |
|  | Israël            | 30                |                        |    | le 7 juin à Ibiza | le 7 juin à Ibiza |
|  | Norvège           | 13                |                        |    | le 7 juin à Ibiza | le 7 juin à Ibiza |
|  | Norvège           | 13                | Bulgarie               | 25 |                   |                   |
|  | le 5 juin à Ibiza |                   | Bulgarie               | 25 |                   |                   |
|  |                   | Israël            | 23                     |    |                   |                   |
|  | Bulgarie          | Israël            | 23                     | 42 |                   |                   |
|  | Bulgarie          |                   |                        | 42 |                   |                   |
|  | Finlande          | 3                 |                        |    |                   |                   |
|  | Finlande          | 3                 | Match pour la 3e place |    |                   |                   |
|  |                   |                   |                        |    |                   |                   |
|  | le 7 juin à Ibiza |                   |                        |    |                   |                   |
|  |                   |                   |                        |    |                   |                   |
|  | Norvège           | 55                |                        |    |                   |                   |
|  | Norvège           | 55                |                        |    |                   |                   |
|  | Finlande          | 20                |                        |    |                   |                   |
|  | Finlande          | 20                |                        |    |                   |                   |

### 2004
Les matchs se disputent sous forme de tournoi organisé en France à Beauvais du 2 juin au 5 juin 2004.

### Phase finale
|  | Demi-finales         | Demi-finales         |                        |    | Finale               | Finale               |
|  | Demi-finales         | Demi-finales         |                        |    | Finale               | Finale               |
|  |                      |                      |                        |    |                      |                      |
|  | le 2 juin à Beauvais | le 2 juin à Beauvais |                        |    | le 5 juin à Beauvais | le 5 juin à Beauvais |
|  | le 2 juin à Beauvais | le 2 juin à Beauvais |                        |    | le 5 juin à Beauvais | le 5 juin à Beauvais |
|  | Israël               | 24                   |                        |    | le 5 juin à Beauvais | le 5 juin à Beauvais |
|  | Israël               | 24                   |                        |    | le 5 juin à Beauvais | le 5 juin à Beauvais |
|  | Finlande             | 15                   |                        |    | le 5 juin à Beauvais | le 5 juin à Beauvais |
|  | Finlande             | 15                   | Arménie                | 48 |                      |                      |
|  | le 2 juin à Beauvais |                      | Arménie                | 48 |                      |                      |
|  |                      | Israël               | 0                      |    |                      |                      |
|  | Arménie              | Israël               | 0                      | 36 |                      |                      |
|  | Arménie              |                      |                        | 36 |                      |                      |
|  | Norvège              | 6                    |                        |    |                      |                      |
|  | Norvège              | 6                    | Match pour la 3e place |    |                      |                      |
|  |                      |                      |                        |    |                      |                      |
|  | le 5 juin à Beauvais |                      |                        |    |                      |                      |
|  |                      |                      |                        |    |                      |                      |
|  | Norvège              | 54                   |                        |    |                      |                      |
|  | Norvège              | 54                   |                        |    |                      |                      |
|  | Finlande             | 7                    |                        |    |                      |                      |
|  | Finlande             | 7                    |                        |    |                      |                      |